# František Husák
František Husák (24. května 1936, Praha, Československo – 8. listopadu 1991, Praha, Československo) byl český herec.

## Život
Nejprve chtěl být horníkem, během učení přešel na vojenskou školu, po maturitě chtěl být lékařem, leč nebyl přijat ke studiu. Během své vojenské služby začal hrát divadlo a věnovat se recitaci poezie. Z popudu herce Františka Vnoučka vystudoval pražskou DAMU. Po jejím absolutoriu (1959) hrál nejprve s Janem Kačerem v ostravském Divadle Petra Bezruče, odkud v roce 1965 přešel do angažmá v tehdy velice populárním pražském Činoherním klubu. V roce 1974 přesídlil do Českého Krumlova, později hrál i v Chebu a Českých Budějovicích (1976–1982). V roce 1983 se už natrvalo vrátil do Prahy, kde působil až do své smrti v Divadle Na zábradlí.
Mezi jeho nejznámější filmové role patří ztvárnění postavy Ludvy v trilogii režiséra Jaroslava Papouška o rodině Homolkových (Ecce homo Homolka (1969), Hogo fogo Homolka (1970) a Homolka a tobolka (1972)). Patřil k úspěšným televizním hercům, činný byl také v dabingu.
Zemřel nečekaně na následky úrazu dne 8. listopadu 1991, který mu způsobili dodnes neznámí útočníci. Česká televize jeho úmrtí zařadila i do svého dokumentárně publicistického cyklu Nevyjasněná úmrtí.